# Каратабан
Каратаба́н — село в Еткульском районе Челябинской области. Административный центр Каратабанского сельского поселения.

## География
Село расположено на берегу одноимённого озера. Расстояние до районного центра села Еткуль 17 км.

## Население
| 2002 | 2010  |
| ---- | ----- |
| 1287 | ↗1376 |

По данным Всероссийской переписи, в 2010 году численность населения села составляла 1376 человек (617 мужчин и 759 женщин).

## Улицы
Уличная сеть села состоит из 7 улиц.